# Phyllophaga pameana
Phyllophaga pameana är en skalbaggsart som beskrevs av Moron 2000. Phyllophaga pameana ingår i släktet Phyllophaga och familjen Melolonthidae. Inga underarter finns listade i Catalogue of Life.